# Solomys ponceleti
Il ratto gigante di Poncelet (Solomys ponceleti  Troughton, 1935) è un roditore della famiglia dei Muridi diffuso in alcune delle Isole Salomone.

## Descrizione

### Dimensioni
Roditore di grandi dimensioni, con lunghezza della testa e del corpo di 330 mm, la lunghezza della coda tra 340 e 365 mm, la lunghezza del piede tra 71,5 e 77 mm e la lunghezza delle orecchie tra 23 e 26 mm.

### Aspetto
La pelliccia è formata da lunghi e sottili peli sparsi, senza alcun sottopelliccia, in maniera tale da far apparire la pelle sottostante. Il colore è uniformamente nero-brunastro. Le orecchie sono relativamente corte e larghe. Le mani e i piedi sono quasi privi di peli. La coda è leggermente più lunga della testa e del corpo, ricoperta densamente di peli per i primi 7 centimetri, il resto praticamente privo di peli. Sono presenti 4-5 anelli di scaglie per centimetro. Le scaglie sono ben separate l'una dall'altra, sopraelevate e corredate di un singolo pelo. Le femmine hanno due paia di mammelle inguinali.

## Biologia

### Comportamento
È una specie arboricola. Costruisce nidi intessuti di bastoncini sopra grandi alberi della foresta.

## Distribuzione e habitat
Questa specie è diffusa sull'Isola di Bougainville e Choiseul, Isole Salomone. Resti fossili sono stati rinvenuti anche sull'Isola di Buka.
Vive nelle foreste paludose fino a 200 metri di altitudine.

## Conservazione
La IUCN Red List, considerato la drastica diminuzione della popolazione di oltre l'80% negli ultimi 10 anni a causa della perdita del proprio habitat, classifica M.ponceleti come specie in grave pericolo (CR).